# Поцо Баронцио (Кремона)
Поцо Баронцио је насеље у Италији у округу Кремона, региону Ломбардија.
Према процени из 2011. у насељу је живело 182 становника. Насеље се налази на надморској висини од 38 м.